# 종1위
종1위(일본어: 従一位 じゅいちい[*])는 일본의 위계 중 하나이며, 정1위의 아래, 정2위의 위이다. 한국과 중국에서의 종1품과 상응한다.
관백, 태정대신, 혹은 정이대장군에 제수받은 자가 대개 종1위의 위계를 받았으며, 율령제 하에서는 황족인 여왕을 제외한 여성이 오를 수 있는 가장 높은 위계였다.
에도 시대 때에는 정이대장군에서 물러난 오고쇼가 태정대신을 제수받으면서 비로소 종1위에 서품되었고 정이대장군의 생모들 또한 종1위에 서품되었다. 메이지 시대 이후에는 종1위에 제수되는 사람이 더욱 많아져서, 훈위가 공작에 이른 경우 종1위와 같은 대우를 해주었다. 본래 정1위가 대개 사후에 추증되는 서품으로서의 통념이 강하여, 현재 일본에서는 사실상 가장 높은 위계로서 대개 사망한 내각총리대신 가운데 그 공로가 뚜렷한 사람에게 주로 제수된다. 가장 마지막으로 종1위에 서품된 사람은 1975년(쇼와 50년)에 제수된 전 내각총리대신 사토 에이사쿠이다.
현행 제도에서의 위계는 왕족이나, 공작, 후작, 국가주석, 국회의장 등의 귀족 고위 정치인이 서임되고 있다.

## 참고 문헌
- 芳賀登ほか（監修）『日本女性人名辞典』日本図書センター、1993年6月25日。ISBN 4-8205-7128-1。